# Caloptilia xanthopharella
Caloptilia xanthopharella är en fjärilsart som först beskrevs av Edward Meyrick 1880.  Caloptilia xanthopharella ingår i släktet Caloptilia och familjen styltmalar.
Artens utbredningsområde är:
- Fiji.
- Vanuatu.

Inga underarter finns listade i Catalogue of Life.